# Ailaobjergene
Ailaobjergene (哀牢山, pinyin: Āiláoshān, hani: Hhaqlol haolgaoq) ligger i den sydlige del af provinsen Yunnan, i den sydvestlige del af  Folkerepublikken Kina.  
Ailaobjergene naturreservat blev oprettet der i 1986, og har et areal på 677 kvadratkilometer. Det udgør den største stedsegrønne bjergskov med dækfrøede planter (altså ikke nåletræ) i den subtropiske del af Kina. Xujiaba økologiske reservat inden for dette naturreservat har stor betydning som tilholdssted for en række fuglearter. 